# Koburk
Koburk (německy Koburg) je vesnice, část obce Výprachtice v okrese Ústí nad Orlicí. Nachází se asi 1,5 kilometru jihovýchodně od Výprachtic. Koburk je také název katastrálního území o rozloze 1,77 km².

## Historie
Obec vznikla v rámci raabizace rozparcelováním vrchnostenského dvora ve Výprachticích a později i ovčína na Pláňavech (patřícího pod sousední Dolní Heřmanice) v roce 1789. Nově vyčleněná obec byla pojmenována podle Bedřicha Josiáše, prince Koburského, který se v tom roce proslavil vítězstvím nad Turky v bitvě u města Fokšany a byl povýšen do hodnosti polního maršála.

## Osobnosti
- Josef Chládek (19. července 1875 – 5. května 1960), vojenský kapelník, dirigent a skladatel